# إيسوسا أيغبوغون
إيسوسا ماندي أيغبوغون (من مواليد 23 مايو 1993) هي مهاجمة كرة قدم سويسرية تلعب لنادي روما والمنتخب السويسري.

## مهنة النادي

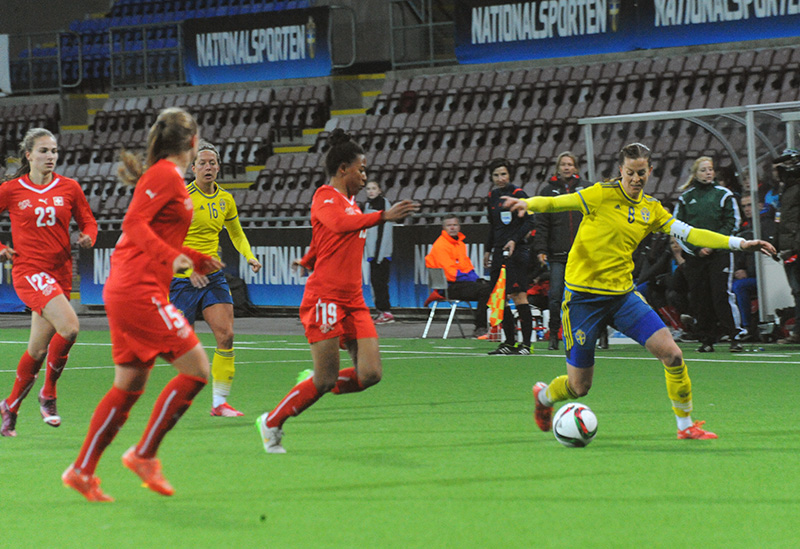
إيسوسا أيغبوغون، تلعب ضد السويد في 2015

بدأت مسيرتها المهنية باللعب مع نادي زيورخ ونادي بازل، ومنذ ظهورها الأول في سبتمبر 2013 ضد صربيا، كانت عضوًا في منتخب سويسرا. رفضت عقداً من نادي فرايبورغ في الدوري الألماني في عام 2014. وانتقلت في النهاية إلى ألمانيا في عام 2016، ووقعت عقدًا مع نادي توربين بوتسدام.

## مهنة دولية
شاركت في كأس العالم للسيدات 2015، وسجلت هدفًا واحدًا في مرمى الإكوادور.

## الحياة الشخصية
هاجر والد إيغبوغون من نيجيريا ليعمل قسًا في زيورخ. لذلك، كانت مؤهلة للعب مع المنتخب النيجيري، قبل أن تقرر تمثيل سويسرا.

## روابط خارجية
- إيسوسا أيغبوغون على موقع الاتحاد الدولي (مؤرشف)  (الإنجليزية)
- إيسوسا أيغبوغون على موقع الاتحاد الأوربي (الإنجليزية)
- إيسوسا أيغبوغون على موقع قاعدة بيانات كرة القدم.إي يو (الإنجليزية)
- إيسوسا أيغبوغون على موقع Soccerway.com (الإنجليزية)